# Lee Sung-jin
Lee Sung-jin (hangŭl (이 성진?); Chungnam, 7 marzo 1985) è un'arciera sudcoreana, vincitrice della medaglia d'oro olimpica nella gara a squadre ai Giochi di Pechino 2008 e di Londra 2012.

## Palmarès
- Giochi olimpici

2004 - Atene: oro nella gara a squadre e argento nella gara individuale.
2012 - Londra: oro nella gara a squadre.
- Universiadi

2005 - Smirne: oro nella gara individuale.